# Sant Sebastià d'Almenar
Sant Sebastià d'Almenar és una ermita al municipi d'Almenar (Segrià) inclosa en l'Inventari del Patrimoni Arquitectònic de Catalunya. Ermita d'una sola nau feta amb un aparell de carreus de pedra irregulars. La coberta és de teula a doble vessant i té un petit campanar d'espadanya. L'accés a l'interior es fa mitjançant una porta d'arc escarser amb un guardapols al damunt. Per sobre de la porta hi ha un ull de bou. Als laterals de l'edifici hi ha unes pilastres que fan de contraforts. En un costat s'aprecia una finestra tapiada i un sortint que pot correspondre a una capella interior. A la llinda de la porta hi ha la data 1812, mentre que la data inscrita a l'escut no es pot llegir. A l'interior es conserva un retaule i dos altars.

## Història
Antigament hi havia una altra ermita de Sant Sebastià, que és patró del poble d'Almenar, en un indret anomenat Sessal tal com indiquen les ruïnes i el nom de Sant Sebastià el Vell que encara perdura. Aquest lloc era conegut també amb el nom de Tossal de les Forques, ja que era el lloc on antigament es plantaven les forques dels condemnats a mort. El divendres Sant s'hi anava en processó.
L'ermita apareix documentada des del 1495, quan Almenar se sublevà contra el seu senyor, Perot de Carcassona. No se'n fa esment a la visita pastoral de 1541, tal vegada perquè estava lluny del poble. Se'n torna a tenir notícies l'any 1673. No se sap exactament quan s'abandona la capella antiga i es construeix la nova. De tota manera, hi ha referències que documenten el procés de degradació de la capella vella: l'any 1774 la volta era caiguda. La confraria de Sant Sebastià es va crear el 1796. A la façana es pot llegir la data 1812 i una altra data no tan clara, que potser podria ser 1710.